# Трапшо, Текла
Текла Трапшо (пол. Tekla Trapszo) — польская актриса театра, кино и радио.

## Биография
Текла Трапшо родилась 23 сентября 1873 года в Калише. Дебютировала в театре в детстве. Актриса театров в Варшаве, Лодзи и Кракове. Умерла 27 октября 1944 года в Варшаве.
Её племянница — актриса Мечислава Цвиклиньская.

## Избранная фильмография
- 1911 — Божий суд / Sąd Boży — Иоас
- 1912 — Суеверия / Przesądy
- 1928 — Канун весны / Przedwiośnie — Ядвига Барыкова, мать Цезаря
- 1929 — Человек о голубой душе / Człowiek o błękitnej duszy — мать пианистки
- 1929 — Сильный мужчина / Mocny człowiek — хозяйка дома на Садовой улице
- 1929 — Под флагом любви / Pod banderą miłości — мать Анджея
- 1930 — Янко-музыкант / Janko Muzykant — мать Янка
- 1930 — Ветер с моря / Wiatr od morza — хозяйка
- 1933 — Ромео и Юлечка / Romeo i Julcia — мать Крыся
- 1934 — Молодой лес / Młody las — Вальчакова
- 1936 — Пан Твардовский / Pan Twardowski
- 1936 — Его большая любовь / Jego wielka miłość — мать Виктора Грывича
- 1937 — Ты, что в Острой светишь Браме... / Ty, co w Ostrej świecisz Bramie — мать Рышарда
- 1938 — Женщины над пропастью / Kobiety nad przepaścią
- 1938 — Профессор Вильчур / Profesor Wilczur — мать врача в Радолишках
- 1938 — Рена / Rena (Sprawa 777) — Малгожата, мать Рены